# 小手川拓也
小手川 拓也（こてがわ たくや、1985年9月30日 - ）は、日本の男性声優。大分県出身。ベストポジション所属。

## 人物
勝田声優学院卒。以前は同人舎プロダクションに所属していた。

## 出演
太字はメインキャラクター。

### テレビアニメ
- うたの☆プリンスさまっ♪ マジLOVE1000%（2011年、タクシー運転手、TVキャスター）
- ぼのぼの（2016年 - 、ヒグマの大将、シマリスくんのおとうさん、ヤマビーくん、フェネギーくんのおとうさん 他）
- アイカツフレンズ!〜かがやきのジュエル〜（2019年、老人）

### 吹き替え

#### 映画・ドラマ
- フリーキッシュ 絶望都市（ディーゼル・ターナー〈アダム・ヒックス〉）
- エンジェルアイズ（キ・ウンチャン〈コン・ヒョンジン〉）
- セントアンナの奇跡（サム・トレイン上等兵〈オマー・ベンソン・ミラー〉）
- エクスペリメント（ボッシュ〈デヴィッド・バナー〉）
- JACK THE GIANT KILLER（ジェス）
- レッドファクション（ラドラム）
- プリズン・ダウン（サシャ）
- サベージ・キラー（保安官）
- ジョーズ・リターン（パトリック）
- アンフォゲッタブル完全記憶操作
- WITHOUT A TRACE FBI失踪者を追え!（アレン）
- ヤングスーパーマン YEAR5
- インペリアル・ドリーム（ファットラット）
- プリーチャー
- ザ・レイド レディミッション
- ボストンストロング 〜ダメな僕だから英雄になれた〜　（ラリー）
- フォー・ウェディング ～恋するロンドンライフ～　（バシール）
- アカプルコ（ベト、ジョー）
- AND JUST LIKE THAT... / セックス・アンド・ザ・シティ新章（ジャッキー・ニー〈ボビー・リー〉[1]）
- レッド・エレクション
- FBI:INTERNATIONAL

#### アニメ
- ネクトン一家の海底探検（ハンマーヘッド船長、スマイリー・フィン）
- ハリエットはスパイ

### ボイスオーバー
- ナショナルジオグラフィック シリーズ

　　・人体再生の科学
　　・大実験！ホントにできるの（ポール）
　　・衝撃の瞬間5ビスマルク艦隊の運命（ヴィット）
　　・FamilyGuns（クリス）
　　・Ultimate Survival Alaska(ウィリー)
　　・密着！ホルヘ・チャベス空港警察
　　・プロアングラーの世界釣り巡業！
- アニマルプラネット

　　・グリーンパラダイス#6
- Netflix

　　・アート・オブ・デザイン#6(ウッディ他)
　　・Rust Valley Restorers(ブレット)
　　・Rust Valley Restorers2(トニー)
- ディスカバリーチャンネル

　　・メガ建造〜不可能への挑戦〜 シーズン3

### ナレーション
- SONY PSP-2000 TVCM
- 一番くじ ドラゴンボールファイターズ PV

### オーディオドラマ
- 影踏み（2016年、猪瀬）
- 雷神八系ZANAMファム・ファタール運命の女（アルコル）
- ドクター=ファンクビート（ピョンチョウ、ハオラン）

### ゲーム
- ひめがみ絵巻（太公望・クリシナ・ヴァルナ）
- アルカディアコード（アダルバート）
- 三国志ブレイブ
- シノビナイトメア
- X・A・O・C ～ザオック～
- Re;quartz（カガミ）
- クイズRPG 魔法使いと黒猫のウィズ（2018年、ランダバル）
- 桜花裁き（高畠洋梨、バッテラ、大石田七兵衛）
- 太鼓の達人 Nintendo Switchば〜じょん！（立つドン）
- 幻獣契約クリプトラクト（ギャレット）
- バハムートラビリンス（オシリス、フェンリル、シューメーカ）
- リネージュM（オークの族長、アークトゥルス）
- 三国鍛冶物語（水鏡先生）
- キャプテン翼 RISE OF NEW CHAMPIONS（2020年、ディーン 他）
- ドラガリアロスト（ヤンキー）
- アサシンクリードヴァルハラ（ハーラル、エルケ、オラフ）
- デスループ（ジャン中尉）
- コールオブデューティーヴァンガード（ミラー）
- 冥契のルペルカリア（匂宮王海）
- ガーディアンテイルズ
- As Dusk Falls
- 逆転オセロニア（2022年、ムエルテ）
- DyingLight2 StayHuman:DyingLaughBundle
- 信長の野望覇道（丹羽長秀、成田長親、上杉憲政、鬼小島弥太郎）
- スター・ウォーズ ジェダイ:サバイバー（2023年、M-6NK (モンク)）
- エーテルゲイザー

### 歌
- 太鼓の達人「三瀬川乱舞」「愛と浄罪の森」